# Pławidło
Pławidło (niem. Tirpitz) – wieś sołecka w Polsce, położona w województwie lubuskim, w powiecie słubickim, w gminie Słubice.
Od 1873 do 1945 r. wieś wchodziła w skład powiatu lubuskiego. Tuż po II wojnie światowej pod nazwą Tyrpice włączone do powiatu rzepińskiego jako zeksklawizowana część gminy Słubice. W miejscowości działało państwowe gospodarstwo rolne – Zakład Rolny w Pławidle wchodzący w skład Lubuskiego Kombinatu Rolnego w Rzepinie. W latach 1975–1998 miejscowość administracyjnie należała do województwa gorzowskiego.
Wieś leży w pobliżu rzeki Odry. Pławidło położone jest przy drodze lokalnej Słubice – Pławidło – Owczary.
We wsi działał klub piłkarski LZS „Odra” Pławidło, który w 2012 r. stał się drużyną rezerw MKS Polonii Słubice.

## Zabytki
- dworek nr 28 z XX wieku.
- Powiat Lebus